# ミセカケの I Love you
『ミセカケの I Love you』（ミセカケの アイ ラブ ユー）は、上木彩矢の5枚目のシングル。

## 概要
- 前作に引き続き大野愛果作曲の楽曲となった。当初は5月2日に発売する予定だったが、制作上の都合により5月23日に発売日が変更された。
- 本作のテレビ番組におけるプロモーションでは音楽番組への出演のほか、バラエティ番組のテレビ朝日系『ロンドンハーツ』内「オシャレゲート」コーナーに出演した。

## 収録曲
1. ミセカケの I Love you
  - 作詞：上木彩矢 / 作曲：大野愛果 / 編曲：葉山たけし

歌詞の内容については、雑誌等のインタビューにて上木曰く「ネガティブ」だと語っている。
2. youthful diary
  - 作詞：上木彩矢 / 作曲：平賀貴大 / 編曲：Hiya & Katsuma

平賀貴大の作曲家デビュー作である。
カップリング曲ながらPVが制作されている。なお、番組でオンエアされたPVは、DVD『AYA KAMIKI MUSIC VIDEO #1』に収録されているものとは別物である。
3. ミセカケの I Love you <original karaoke>

## タイアップ
ミセカケの I Love you
- 日本テレビ系『音楽戦士 MUSIC FIGHTER』2007年4月度オープニングテーマ
- チバテレビ制作全国31局ネット『MU-GEN』2007年4月度エンディングテーマ
- 日本テレビ『ラジかるッ』2007年5月度エンディングテーマ

youthful diary
- テレビ東京『PVTV』2007年5月度オープニングテーマ

## 収録アルバム
ミセカケの I Love you
- 明日のために 〜Forever More〜 (AL ver.)
- AYA KAMIKI Greatest Best

youthful diary
- 明日のために 〜Forever More〜 (AL ver.)
- INDIVIDUAL EMOTION（初回盤のみ）
- THE FINAL JOURNEY